# Attacco a Saint Martin
L'attacco a Saint Martin del 1644 fu il fallito tentativo da parte della Repubblica delle Province Unite di riprendere il controllo dell'isola di Saint Martin (Sint Maarten in olandese) e dell'ex base della Compagnia olandese delle Indie occidentali, occupata dagli spagnoli. Nella battaglia, gli olandesi, appoggiati dai francesi, erano guidati da Peter Stuyvesant, governatore di Nuova Amsterdam. Assediarono senza successo Fort Amsterdam e vennero costretti alla ritirata dopo la perdita di un centinaio di uomini. Gli olandesi riuscirono a riprendere il controllo dell'isola solo nel 1648.

## Antefatto
Gli spagnoli, che avevano conquistato alcuni punti vitali nelle Grandi Antille, iniziarono a notare una certa attività di francesi, inglesi e olandesi nelle Piccole Antille. Ricordandosi del diritto loro concesso direttamente dal pontefice, centinaia di spagnoli attaccarono l'isola di Saint Martin nel 1638 e presero il controllo dell'area costruendo un forte a Punta Blanca.

## L'attacco
Il governatore Peter Stuyvesant partì da Curaçao a capo di una spedizione di cinque grandi navi da guerra olandesi, un pinco, ed altre due navi per riconquistare l'ex base olandese sull'isola. Dopo aver fatto tappa all'isola di Saint Kitts per reclutare volontari inglesi e francesi, il convoglio giunse al largo della costa orientale di Sint Maarten la sera del 20 marzo, accompagnato da alcuni mercantili; le navi assediarono la fortificazione spagnola, ancorandovi nei pressi e sbarcando i suoi uomini sulla costa. Gli olandesi trascorsero i successivi due giorni ad installare una batteria di tre cannoni ad una certa altezza per minacciare il nemico; il 22 marzo chiesero la resa al governatore spagnolo Diego Guajardo Fajardo. Malgrado il morale basso, lo scarso equipaggiamento e le razioni insufficienti, i 120 uomini della guarnigione spagnola si rifiutarono di arrendersi e Stuyvesant iniziò un bombardamento a lungo raggio del forte nemico. Mentre si trovava nei pressi della batteria d'artiglieria Stuyvesant stesso venne colpito da un colpo di cannone alla gamba, che gli dovette essere amputata sotto il ginocchio.
La notte tra il 31 marzo ed il 1º aprile una colonna d'assalto, col favore della notte, avanzò verso le posizioni spagnole, riuscendo a sfuggire alla vista delle sentinelle nemiche. Gli assalitori olandesi vennero ad ogni modo scoperti e ne seguì uno scontro a fuoco che perdurò sino al mattino; morirono almeno cinque olandesi, contro un solo morto tra gli spagnoli. Un secondo tentativo occorse alle 21.00 del 3 aprile, ma venne respinto a sua volta.
La notte tra il 15 ed il 16 aprile un vascello portoricano sotto la guida del sergente maggiore Baltasar de Alfaro sbarcò presso il forte dei rifornimenti destinati alla guarnigione di Guajardo. Gli olandesi si ritirarono verso le loro navi; dopo un ulteriore scambio d'artiglieria il 17 aprile, la flottiglia olandese partì verso Sint Eustatius e poi verso Curaçao. Stuyvesant tornò in Olanda nell'agosto di quello stesso anno per riprendersi dalla ferita subita.

## Conseguenze
In quell'anno spagnoli, francesi e olandesi si divisero l'isola (16 km² agli olandesi, 21 ai francesi). Per i successivi due secoli vi furono degli scontri occasionali tra Olanda e Francia per il controllo completo dell'isola, ma nel 1869 venne raggiunto infine un accordo che riportava la situazione dei confini al 1648.